# 블라디미르 실라지
블라디미르 실라지(1993년 4월 23일 ~ )는 세르비아의 축구 선수이다. 포지션은 공격수이다.

## 클럽팀 경력
2011년 5월 7일, FK 보이보디나의 유소년 아카데미를 거쳐 1군 데뷔전을 치렀고, 1-1로 비긴 보라츠 차차크와의 원정 경기에서 조르기 메레바시빌리의 대체 선수로 출전하였다.
2016년 초, 실라지는 세르비아 리가 보이보디나의 TSC 바치카토폴라로 이적하였다. 2017년에는 세르비아 1부 리그로 승격되었고, 2019년에는 세르비아 수페르리가로 승격되었다.
2021년 2월 9일 K리그1 강원 FC에 이적하였다.